# Linolie
 Denne artikel bør gennemlæses af en person med fagkendskab for at sikre den faglige korrekthed.

Linolie er en naturlig planteolie, som findes i hørplantens olieholdige frø. Hør hed tidligere lin, og deraf kommer ordene linned og linolie. Den bruges ofte som en naturlig træbeskyttelse og er en oxidativt hærdende olie. Det vil sige, at den ved reaktion med luftens ilt kan hærde op eller "tørre".
Linolie og hørfrøolie udvindes fra hørfrø. Hørfrøolie presses ned i et lukket kar og tappes direkte på flasker. Derved undgås iltning og harskning. Linolien harskner, og nogen anser den som uegnet til spisebrug. I Tyskland bruges den til madlavning og anses som en god kilde til omega-3-fedtsyrer.

## Fremstilling
Linolie udvindes ved at knuse hørfrøene i en kværn. Når frøene er knust, bliver de til en tyk grød, som får lov at stå og bundfælde, hvilket får olien til at lægge sig i overfladen. Den er rå, koldpresset linolie. Fordelen ved linolie er, at den kan optage og afgive vand, uden at filmen ødelægges. Linolie ekspanderer cirka 20 %, når den hærder.
Linoliebaseret maling skal smøres tyndt på, da den ellers ikke tørrer op i bunden. Man kan male flere gange efter hinanden, hvis al olien optages af træet. Mangler linoliemalingen glans, kan man uden en større forbehandling vaske med vand, lade det tørre og give en oliering mere. Her er det en god idé at bruge rå linolie, der har den fine struktur, der kan ligge mellem de foregående lag maling.
Rå, koldpresset og varmpresset linolie er hygroskopisk. Dvs. at den selv kan optage og afgive fugt. Når olien anvendes til grunding, er fugtvandringen i træet større, end hvis olien er forarbejdet. Ved maling bevirker oliens hydrofile tendenser, at malingen danner blærer, hvis den ikke er hærdet i overfladen. Eller at den er påmalet lige efter en regnbyge og derved hærder fra to sider som følge af en stor plet med vand og ilt, som efterhånden hærder og skaber blærer mellem træet og malingen. De blærer bør fjernes, da de kan vokse.

## Linolietyper

### Rå koldpresset linolie ("jomfruolie")
Olie presset koldt fx i en cylinderpresse og lagret for at urenheder kan bundfælde. Olien har en meget lille molekylestørrelse og trænger dybt ind i træ. Jomfruolien er den mest diffusionsåbne og mest hygroskopiske af de olier, der fremstilles af hørplanten.
Den rå linolie kan indeholde organiske opløsningsmidler, men i så små mængder, at de ikke er skadeligt. Indendørs kan linolie i store mængder give problemer med slimhinderne. Rå linolie tørrer langsomt, og man kan begynde at efterbehandle efter 2-5 dage. Olien er gennemhærdet efter 3 til 5 uger, hvis den får nok lys og luft, alt efter kvalitet.

### Rå varmpresset linolie
Olie presset ud af hørfrøene ved opvarmning – her følger flere urenheder med end ved en koldpresset linolie. Varmpresset olie bliver også renset, men regnes ikke for at være af så god kvalitet som koldpresset. Har en større molekylestruktur end koldpresset linolie og indeholder færre opløsningsmidler, men er mere slidstærk, tørrer hurtigere og har flottere glans. Trænger ikke så langt ind i træet.

### Linoliefernis
Olien opvarmes oftest til 100-150 °C i flere timer, hvor der samtidigt tilføres ilt. Denne olie er tykkere, mere diffusionslukket, men mindre hygroskopisk. Har bedre slidstyrke end koldpresset olie. Linoliefernis trænger ikke så langt ind i træet som koldpresset linolie. Tørrer hurtigt.

### Standolie
Fremstilles ved at opvarme olien til 200-300 °C uden indblæsning af ilt. Denne olie er den mindst hygroskopiske, mest diffusionslukkede og slidstærke. Standolie er meget tyktflydende og langsomt hærdende. Den anvendes derfor oftest som bindemiddel til maling. I linoliemaling udgør den normalt 5-10 %. Fordi denne linolie er så tyktflydende, trænger den ikke så langt ind som fernis. Standolien giver en højere glans og er god til slutstrygning. 
Det gælder for alle olierne, at de skal have lys, luft og varme, da de ellers ikke hærder op.

## Linolies egenskaber i forhold til alkydolier
- Naturligt
- Lang tørretid
- Trænger ind i porerne
- Mindre molekyler
- Stor dækkeevne
- Konserverer træ bedre
- Diffusionsåben
- Hygroskopisk
- Brandfarligt – Selvantænder ved cirka 25 °C
- Vedhæfter meget godt
- Skaller ikke så let
- Kun lidt vedligeholdelse/efterbehandling
- Findes i flere kvaliteter
- MAL-kode (MAL er en forkortelse for Måleteknisk, Arbejdshygiejnisk Luftbehov): 00-1. Tallet før bindestregen (00;0;1;2;3;4;5) indikerer, hvilke forholdsregler man skal tage for at beskytte lungerne. Koden 00 betyder, at olien ikke er giftig ved indånding, der kræves ikke ventilation. Det næste tal (-1;-2;-3;-4;-5;-6) indikerer, hvilke forholdsregler man skal tage for hud, øjne og indånding af støv m.v. Koden -1 betyder, at der er risiko ved indånding af sprøjtetåger eller ved længerevarende tilsmudsning; det kan derfor være gavnligt at bruge handsker, men det er ikke nødvendigt. Produktet kan i visse tilfælde fremprovokere en allergisk reaktion
- Svært at gøre penslerne rene: Rens pensler i sprit eller brun sæbe
- Mal i skygge eller overskyet vejr – dog ikke i regn
- Kræver en god pensel og en god malerteknik.

## Anvendelse af linolie
Linolien kan bruges mange steder:
- Grunding af nyt træværk
- Opfriskende behandling af malet træ: Olien trænger ind og lukker porerne i træet og fremhæver farven
- Køkkenbordplader
- Oliebehandlede trægulve
- Havemøbler (husk svampemiddel)
- Plankeværker
- Efterbehandling af trykimprægneret træ (holder imprægneringen inde i træet, hvor den hører hjemme)
- Klinker.
- Indvendige murstensvægge
- Rustbeskyttelse
- Vinylmakeup på kofangere: Sørg for, at olien er helt tør.
- Haveredskaber
- Træbeskyttelse.

### Linolie som træbeskyttelse
Linolie og trætjære er noget af den bedste træbeskyttelse, der findes: En god blanding er 2 % tjære og 98 % linolie. Denne blanding misfarver ikke træet med skimmel eller tjære. Den males på så tyndt som muligt og med lange hurtige strøg for at skjule penselstrøgene. Fortynd med sprit, hvis man ikke synes om terpentin eller andre opløsningsmidler.

### Linolie som rustbeskyttelse
Jernet rengøres, og linolie smøres på i et tyndt lag (kan eventuelt blandes med sprit). Kan også bruges til undervognsbehandling: Varm det lidt op og sprøjt (ikke al linolie kan sprøjtes) det ind i alle revner og hulrum. En svensk undersøgelse viser oven i købet, at linolie er bedre end Tectyl.[kilde mangler]
Man kan også lave et sort overtræk på jern og andre metaller ved at smøre et lag linolie på og opvarme metallet, så olien brænder blankt sort. Processen lugter lidt som stegte sild. Giver man for meget varme, bliver laget mat. Sortbrændte jerngenstande er meget udbredt både for det æstetiske udtryk, og fordi det beskytter metallet.

## Forholdsregler ved brug af linolie
Klude skal hænges til tørre, kvæles i en plasticpose tømt for luft og lukkes tæt, druknes i vand eller brændes, da kluden kan selvantænde. Det lyder drastisk, men er ikke desto mindre nødvendigt. Kluden tørres kun, hvis den skal bruges igen. Den skal være foldet ud og hænge udendørs. Et eksempel på faren er den tidligere Restaurant Palægade, der nedbrændte på grund af uforsigtig omgang med linolieklude. 